# Hymenasplenium repandulum
Hymenasplenium repandulum är en svartbräkenväxtart som först beskrevs av Kze., och fick sitt nu gällande namn av L.Regalado och Prada. Hymenasplenium repandulum ingår i släktet Hymenasplenium och familjen Aspleniaceae. Inga underarter finns listade.